# نيكو كيروان
نيكو كيروان (بالإيطالية: Niko Kirwan) هو لاعب كرة قدم إيطالي في مركز الوسط، ولد في 4 سبتمبر 1995 في أوكلاند في نيوزيلندا. لعب مع نادي ريجينا.

## وصلات خارجية
- نيكو كيروان على موقع قاعدة بيانات كرة القدم.إي يو (الإنجليزية)
- نيكو كيروان على موقع Soccerway.com (الإنجليزية)